# Microrregión de Vale do Rio dos Bois
La microrregión de Vale do Rio dos Bois es una de las microrregiones del estado brasileño de Goiás perteneciente a la mesorregión Sur Goiano. Su población fue estimada en 2006 por el IBGE en 110.423 habitantes y está dividida en trece municipios. Posee un área total de 13.608,603 km². Siendo el municipio más poblado Palmeiras de Goiás.

## Municipios
- Acreúna
- Campestre de Goiás
- Cezarina
- Edealina
- Edéia
- Indiara
- Jandaia
- Palmeiras de Goiás
- Palminópolis
- Paraúna
- São João da Paraúna
- Turvelândia
- Varjão

- Datos: Q10901299